# Túnel do Pragal

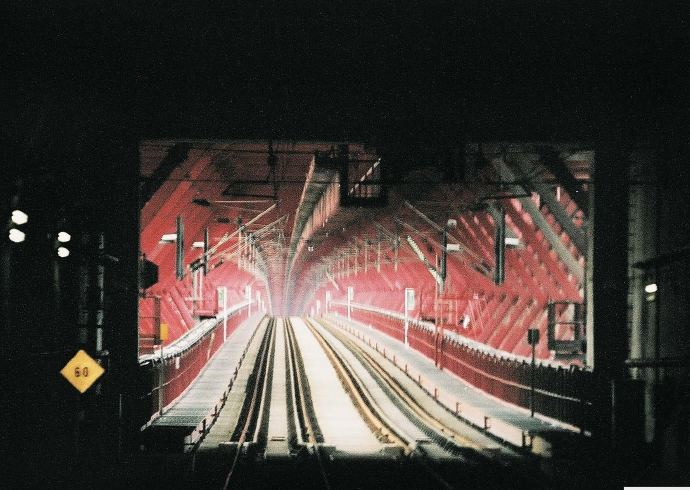
Portal sul do Túnel do Pragal, com vista para a alma da ponte

O Túnel Ferrovário do Pragal faz parte da Linha do Sul, uma importante ferrovia em Portugal. Insere-se no seu troço inicial, que liga a estação-término Campolide-A, em Lisboa, à Estação do Pragal, em Almada, e está conectado diretamente à via férrea que corre no interior da viga principal da Ponte 25 de Abril (sob o seu tabuleiro rodoviário), sobre a foz do Rio Tejo.
O Túnel do Pragal está centrado no PK 5,984 da Linha do Sul (sendo o PK 0,000 em Campolide-A) e tem um comprimento de 903 m.  Tem uma única galeria simples, em estrutura parabólica de betão armado, com altura máxima de sete metros e largura de 850 cm que alberga duas vias paralelas embebidas em pavimento liso de betão, apto a acesso rodoviário de emergência.
A Linha do Sul descreve uma larga curva para poente entre o local de amarração da ponte (orientada sensivalmente N-S) e a estação do Pragal (orientada aproximadamente NE-SW): A entrada do túnel, na ligação à ponte, é virada a nor-nor-noroeste, já o portal oposto é virado a sul-sul-sudoeste, abrindo-se em espaço ajardinado a oeste da A2, a mesma rodovia que serve a ponte.

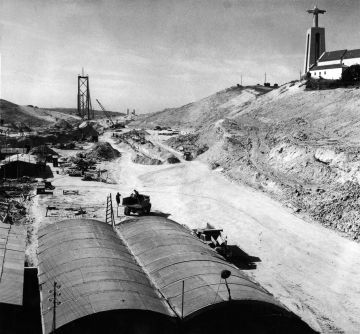
Aspeto da construção da Praça da Portagem, no Pragal

## História
Ainda que inaugurado apenas em 1999, o trânsito ferroviário pela Ponte 25 de Abril estava já previsto no projeto original, da década de 1950.[carece de fontes?] Assim, aquando da construção dos acessos à ponte pelo lado sul, um primeiro troço, com 620 m, fora já escavado, terminando sob a Praça da Portagem, no Pragal.
A construção do Túnel do Pragal foi retomada no âmbito do concurso público de pré-qualificação para o Eixo Ferroviário Norte-Sul, lançado em inícios de 1992; foi utilizado o mesmo método de galeria a céu aberto, tendo-se escavado mais 283 m. A inauguração deu-se em 1999, no âmbito da ligação Campolide-Coina, servida pela nóvel Fertagus.[carece de fontes?] Com o fechamento da malha ferroviária entre Coina e Pinhal Novo, em 2003, o túnel passou a receber também trânsito de carga e longo curso.[carece de fontes?]

Em meados de 2020 o Túnel do Pragal foi alvo de obras de conservação, com injeção de resinas em fissuras no betão e outros trabalhos habituais, incidindo especialmente nos 350 m do lado sul.